# Centronycteris centralis
Centronycteris centralis é uma espécie de morcego da família Emballonuridae. Pode ser encontrada na América Central e na Venezuela, Colômbia, Equador e Peru.